# Vastseliina
Vastseliina est un petit bourg (alevik) de la commune de Võru dans le comté de Võru en Estonie.
Vastseliina est le chef-lieu de la commune du même nom jusqu'à la réorganisation administrative d'octobre 2017, quand elle est rattachée à la nouvelle commune de Võru.
En 2020, la population s'élevait à 592 habitants.